# Figites
Figites is een geslacht van vliesvleugelige insecten van de familie Figitidae.

## Soorten
- F. affinis Dettmer, 1925
- F. agnatus Masi, 1933
- F. anthomyiarum Bouché, 1834
- F. apicalis Giraud, 1860
- F. capitulatus Thomson, 1862
- F. consobrinus Giraud, 1860
- F. coriaceus Dahlbom, 1846
- F. corsicus Kieffer, 1901
- F. elongatus Ionescu, 1963
- F. erythropus (Forster, 1869)
- F. faeroensis (Hedicke, 1925)
- F. foersteri Dalla Torre & Kieffer, 1910
- F. fuscinervis Giraud, 1860
- F. globulosus Dettmer, 1924
- F. ictus Fergusson, 1986
- F. jurinei Imhoff, 1842
- F. laevigatus Dahlbom, 1846
- F. laevis Fonscolombe, 1832
- F. maritimus Thomson, 1862
- F. melanostomus (Hartig, 1841)
- F. nitens (Hartig, 1843)
- F. nitescens Dettmer, 1925
- F. ovulosus Dettmer, 1926

- F. politus Giraud, 1860
- F. reinhardi Kieffer, 1901
- F. rubripes Dettmer, 1925
- F. rugosus Dettmer, 1925
- F. scutatus Dettmer, 1925
- F. scutellaris (Rossi, 1794)
- F. striolatus (Hartig, 1840)
- F. susterai P. Masner, 1965
- F. urticarum Dahlbom, 1846
- F. validicornis Thomson, 1862